# Cò quăm cổ vàng rơm
Cò quăm cổ vàng rơm, tên khoa học Threskiornis spinicollis, là một loài chim trong họ Threskiornithidae.

## Hình ảnh

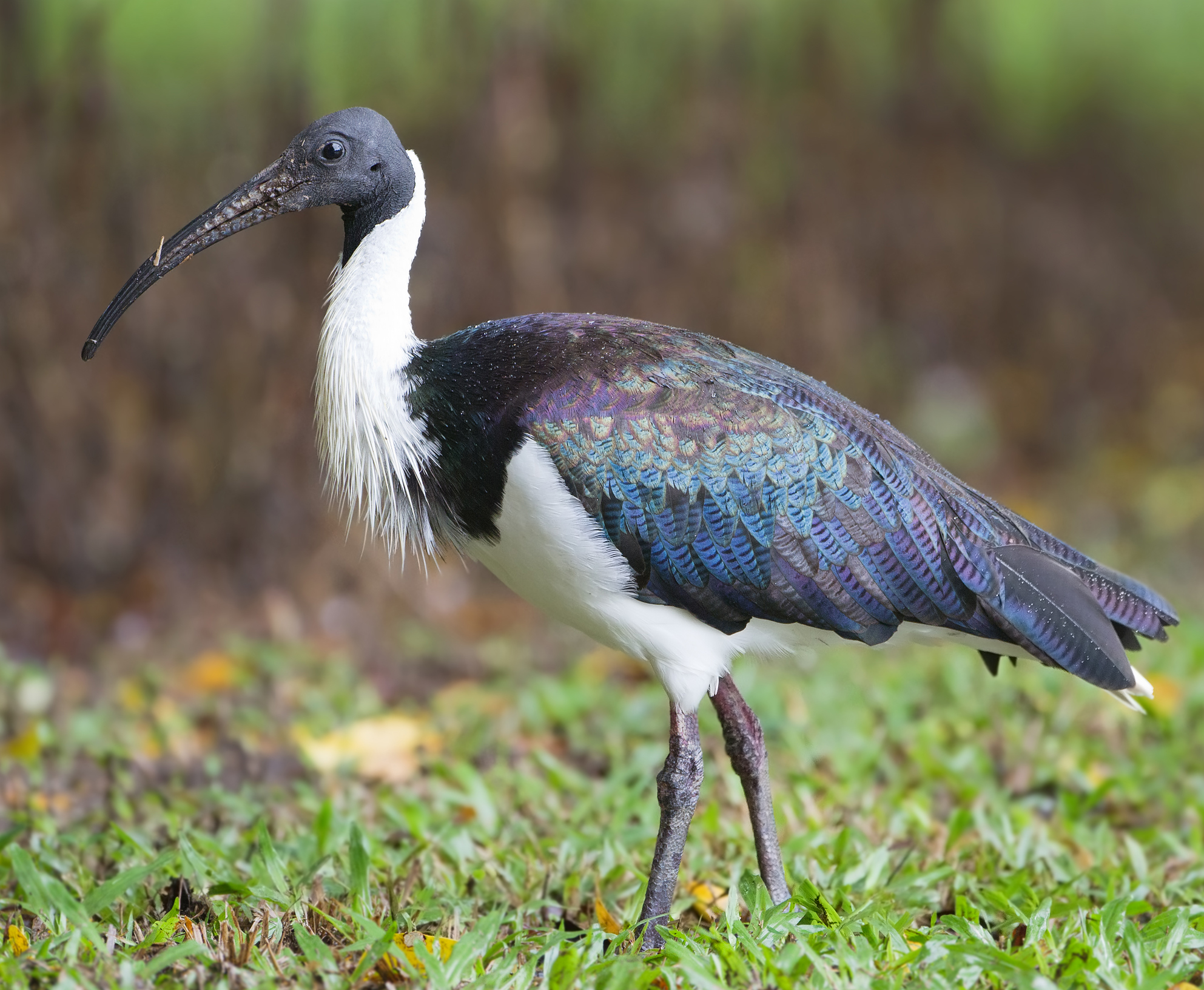
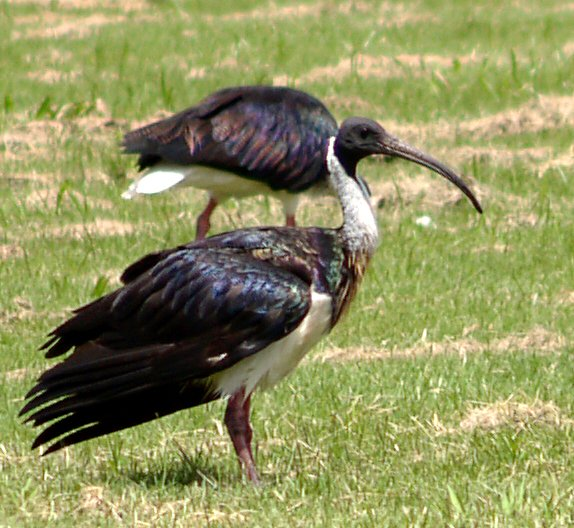
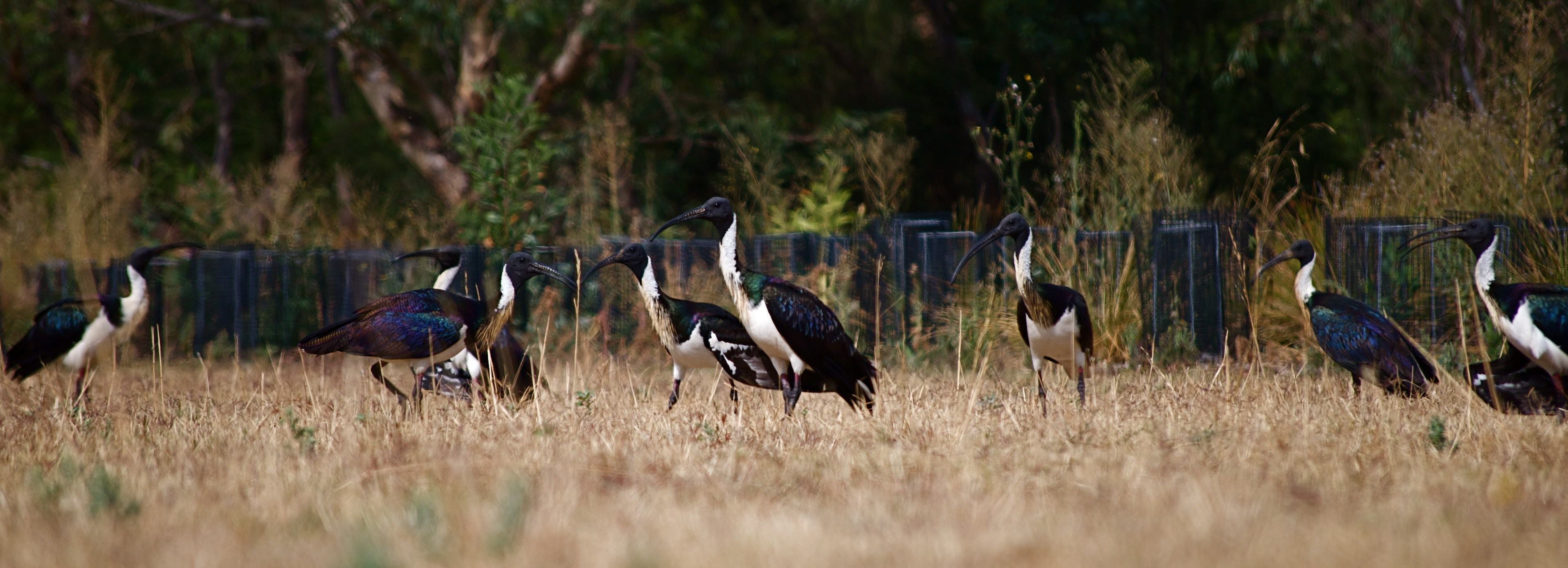
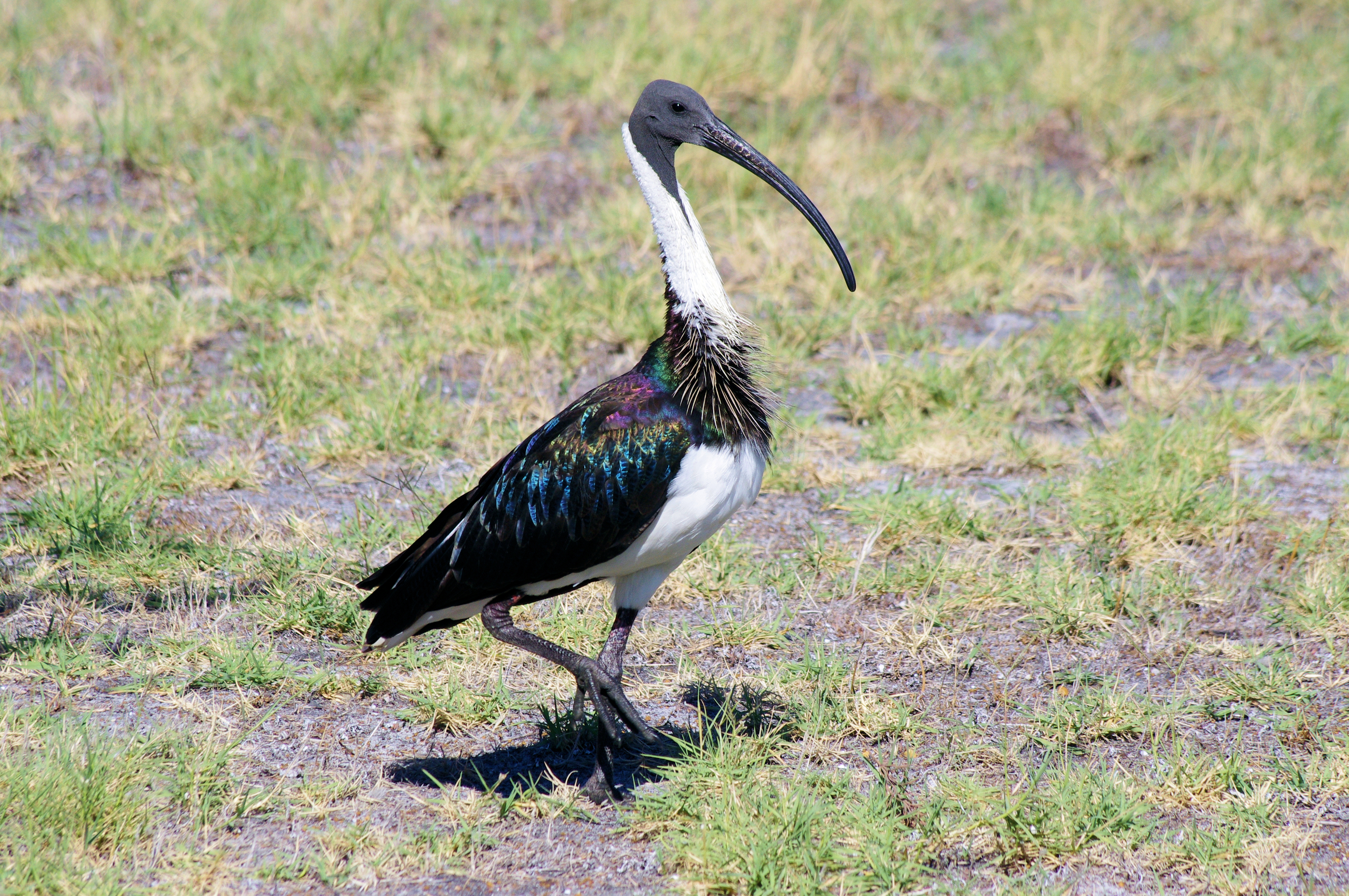
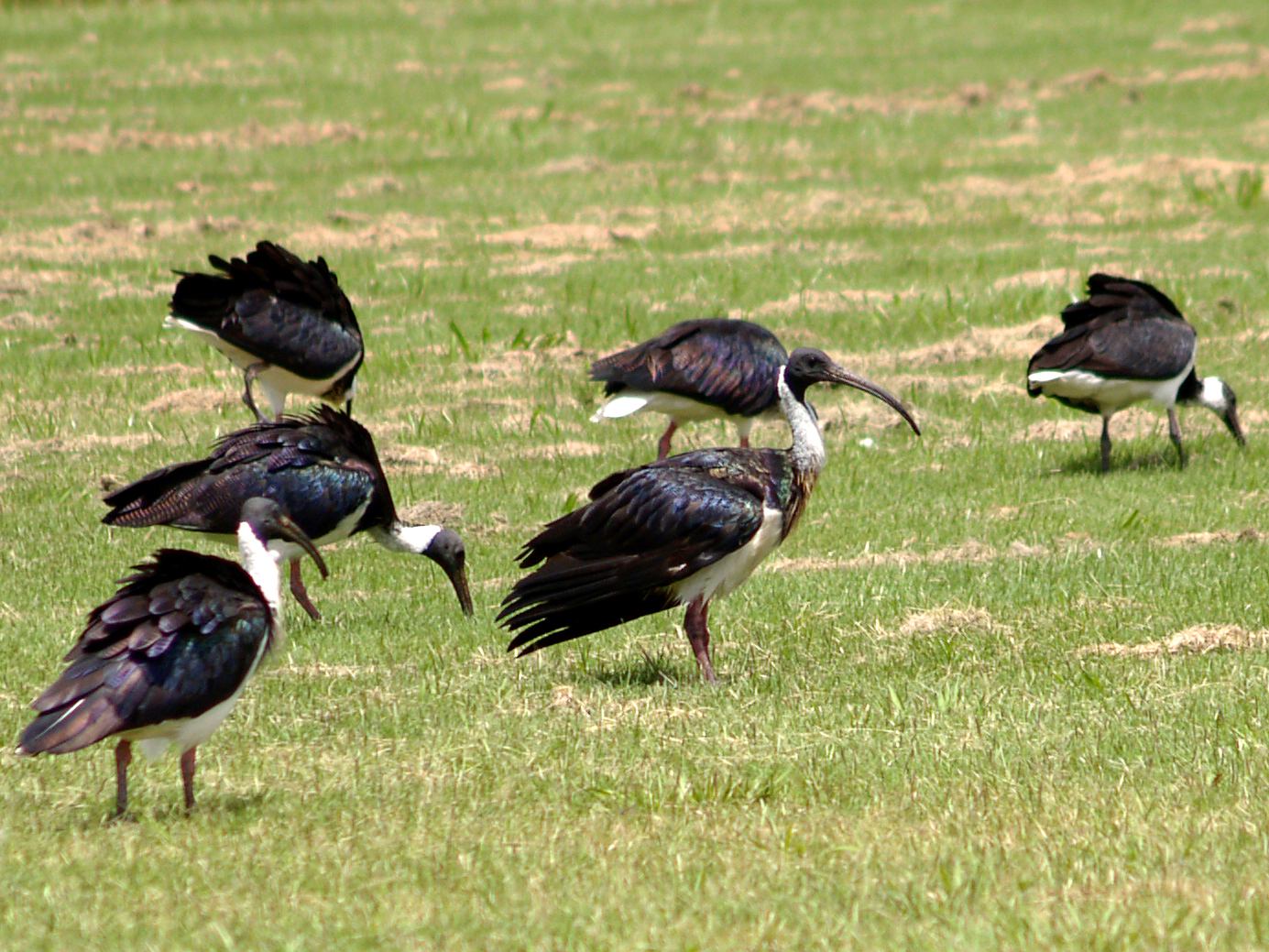
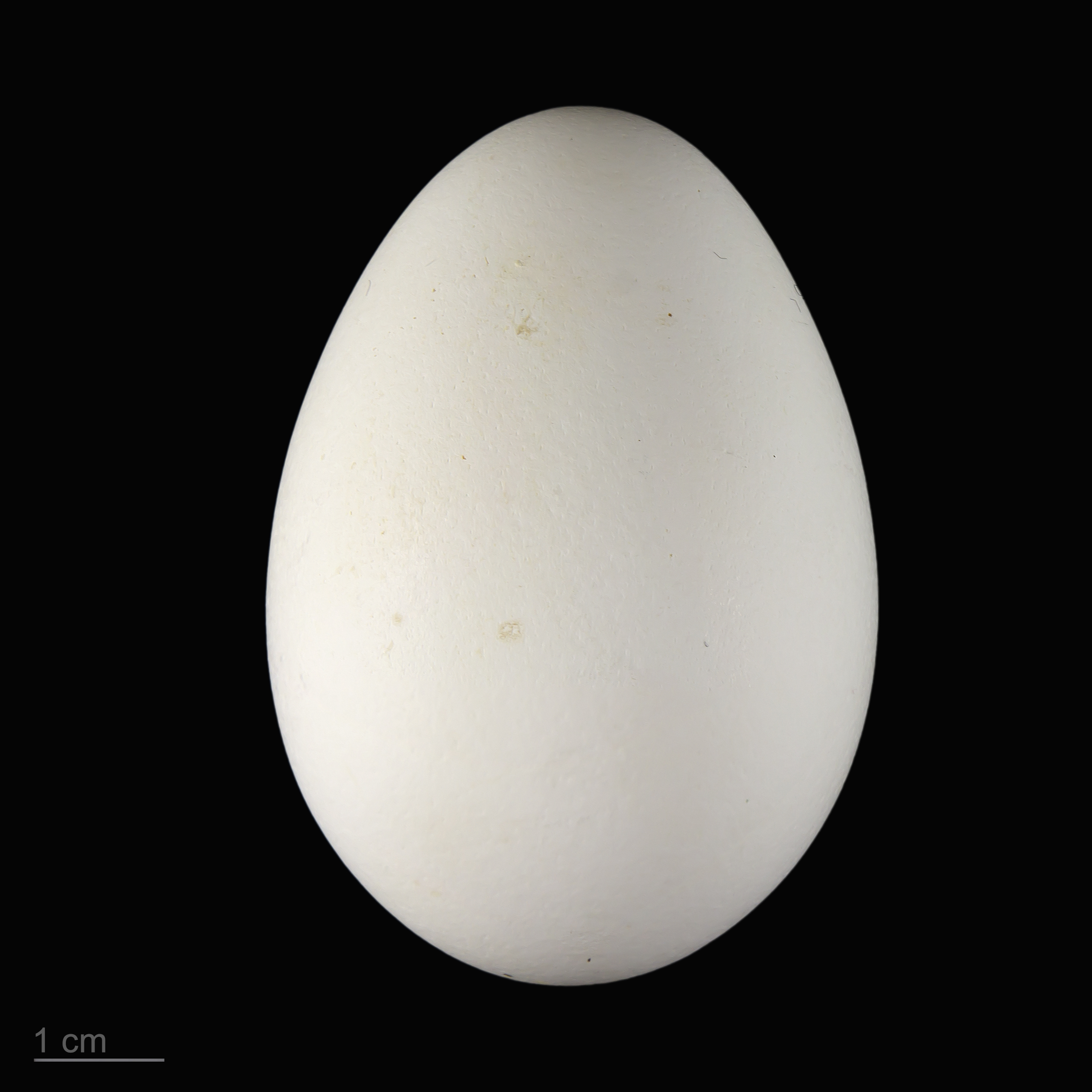
Museum specimen -